# 陀峯山
陀峯山（だぼうざん）は、広島県の能美島南東部に位置する標高438メートルの山。山頂は江田島市大柿町大原に属する。

## 概要
山体は花崗岩からなる。
植生は照葉樹林と林床のシダを特色とする。
山頂には展望台が整備されている。大君、大原、深江新開方面に車道が、加えて早瀬瀬戸方面に徒歩道が通じている。大君方面の林道沿いには天狗岩や追の浦渓谷といった景勝地がある。
山の南側には石切場が存在する。

## 災害
2024年1月13日に林野火災が発生した。